# جيفكو ميلانوف
جيفكو ميلانوف (بالبلغارية: Живко Миланов)‏ (15 يوليو 1984 بصوفيا في بلغاريا - ) هو لاعب كرة قدم بلغاري في مركز الدفاع. شارك مع منتخب بلغاريا تحت 21 سنة لكرة القدم ومنتخب بلغاريا لكرة القدم. أما مع النوادي، فقد لعب مع توم تومسك وليفسكي صوفيا ونادي أبويل ونادي فاسلوي.

## وصلات خارجية
- جيفكو ميلانوف على موقع الاتحاد الدولي (مؤرشف)  (الإنجليزية)
- جيفكو ميلانوف على موقع الاتحاد الأوربي (الإنجليزية)
- جيفكو ميلانوف على موقع قاعدة بيانات كرة القدم.إي يو (الإنجليزية)
- جيفكو ميلانوف على موقع ناشيونال فوتبول تيمز (الإنجليزية)
- جيفكو ميلانوف على موقع Soccerway.com (الإنجليزية)
- جيفكو ميلانوف على موقع عالم كرة القدم.نت (الإنجليزية)
- جيفكو ميلانوف على موقع AS.com (الإسبانية)